# Jakob Levinsen
Jakob Levinsen,  (født 19. juli 1960) er en dansk forfatter, kritiker og oversætter. Han er opvokset i Virum, nord for København og cand. mag. i musikvidenskab og dansk fra Københavns Universitet. Fra 1984-1987 var han kritiker ved Weekendavisen, 1987-1988 ansv. chefredaktør for MM, Månedsblad for Rock og Jazz, og fra 1987-2002 kritiker og kommentator ved Berlingske Tidende, 1990-1995 desuden redaktionschef, kulturredaktør og lederskribent. 2002-2006 var han forlagsredaktør og redaktionschef ved forlaget Lindhardt og Ringhof, og 2006-2012 var han litteraturredaktør samt kommentator, film- og musikanmelder ved Morgenavisen Jyllandsposten. Han har udgivet en række bøger om bl.a. klassisk musik og J.R.R. Tolkien, bidraget til flere titler vedrørende amerikansk musik og københavnske restauranter og oversat en lang række skønlitterære og faglitterære værker. 

## Udgivelser
- Den store musik. En guide til klassisk med mere (1999)
- Den store sang. En guide til opera med mere (2001)
- Helte og Hobitter. Veje omkring J.R.R. Tolkien og Ringenes Herre (2002, revideret 2013)
- Verdens 25 bedste klassiske plader (2003)
- Klassisk musik (2006)
- Børn, skab nyt! 10 scener fra Richard Wagners musikteater (2013)
- Den liflige musik. Richard Strauss som komponist og undersåt (2014)
- Gå bare selv. Om myndighed, frisind og modet til at være ligeglad (2015)

## Oversættelser
- Glenn Gould: Afskaf bifald! Essays i udvalg (1988)
- Andy Warhol: Dagbøger (1991)
- Glenn Gould: Portræt af mennesket som kunstner (1993)
- Robert Foster: Det store Tolkien leksikon (2004)
- Richard Stengel: Mandelas lære (2010)
- J.R.R. Tolkien: Sagnet om Sigurd og Gudrun (2010)
- Walter Isaacson: Steve Jobs (2011)
- Charles Cumming: Den sjette forræder (2011)
- Daniel Mendelsohn: De mistede (2012)
- Anna Reid: Leningrad (2012)
- J.R.R. Tolkien: Hobbitten (2012)
- Mark Bowden: Afslutningen. Mål: Osama bin Laden (2012)
- Christopher Hitchens: Dødelighed (2012)
- Sylvie Simmons: I'm Your Man. En biografi af Leonard Cohen (2013)
- J.R.R. Tolkien: Arthurs fald (2013)
- Mary Shelley: Frankenstein (2014)
- Mick Wall: Lou Reed. En biografi (2014)
- Åsne Seierstad: En af os. En fortælling om Norge (2014)
- Marilynne Robinson: Da jeg var barn, læste jeg bøger (2014)
- Philipp Meyer: Sønner (2014)
- Salman Rushdie: Grimus (2014)
- Stephen King: Doktor Søvn (2014)
- Nic Pizzolatto: Galveston (2014)
- Walter Isaacson: Ledelse ifølge Steve Jobs (2014)
- George Saunders: Tiende december (2014)
- John Cleese: Men altså ... erindringer (2015)
- Richard Flanagan: Den smalle vej til det dybe nord (2015)
- Henry Kissinger: Verdens orden (2015)
- David Sedaris: Forstå diabetes med ugler (2015)
- Kazuo Ishiguro: Den begravede kæmpe (2015)
- Stephen King: Vækkelse (2015)